# Wojciech Lewandowski (filozof)
Wojciech Lewandowski – polski filozof, doktor habilitowany nauk humanistycznych.

## Życiorys
W latach 2001–2006 odbył studia magisterskie z filozofii w Katolickim Uniwersytecie Lubelskim. Uzyskał doktorat (2010) i habilitację (2022) w zakresie nauk humanistycznych w Katolickim Uniwersytecie Lubelskim Jana Pawła II. Obecnie pełni funkcję adiunkta w Katedrze Etyki Szczegółowej na Wydziale Filozofii KUL.

## Wybrane publikacje
- Human genetic selection and enhancement: parental perspectives and law (2019)
- Przyszłość i odpowiedzialność: problem uzasadnienia odpowiedzialności za przyszłe pokolenia we współczesnej etyce (2015)[2]
- Delikatna kwestia. „Filozofuj!”. 5 (47), s. 6–8, 2022. [dostęp 2023-01-26].